# Eddie Santiago
Pour les articles homonymes, voir Santiago (homonymie).
Eddie Santiago est un chanteur portoricain de salsa romantique, né le 18 août 1955 à Toa Alta (Porto Rico).
Il a fait plusieurs concert filmé

## Biographie
Il débuta avec diverses formations comme Generación 2000, Orquesta La Potente, Orquesta Opus, et la Orquesta Saragüey.
 
En 1986 il se lance dans une carrière solo et obtient un grand succès durant les années 1990 et 2000.

Il se fait ainsi connaître grâce à des chansons comme Tú me quemas, Qué Locura Enamorarme de Ti, Lluvia, Mia (une chanson qu'il reprit en duo et réédita avec Huey Dunbar, ex-chanteur du groupe DLG), entre autres.

En 2004 il signe un contrat avec la maison de disques Musical Productions (MP) et enregistre Después del silencio.

## Discographie
- 1986 - Atrevido Y Diferente.
- 1987 - Sigo Atrevido.
- 1989 - Invasión De La Privacidad.
- 1990 - New Wave Salsa.
- 1993 - Intensamente.
- 1993 - Cada Vez, Otra Vez.
- 1995 - Eddie Santiago.
- 1996 - De Vuelta A Casa.
- 1997 - Enamorado.
- 1999 - Celebración: Epic Duet (avec Victor Manuelle, Huey Dunbar et Elvis Crespo).
- 2001 - Ahora.
- 2003 - Interpreta 'Los Grandes éxitos De Luis Angel'.
- 2004 - Después Del Silencio.
- 2006 - En Su Estilo...Romántico Y Sensual.

## Source
- (es) Cet article est partiellement ou en totalité issu de l’article de Wikipédia en espagnol intitulé « Eddie Santiago » (voir la liste des auteurs).

- (en) Cet article est partiellement ou en totalité issu de l’article de Wikipédia en anglais intitulé « Eddie Santiago » (voir la liste des auteurs).